# Emmanuel Culio
Juan Emmanuel Culio (n. Mercedes, Provincia de Buenos Aires, Argentina; 30 de agosto de 1983) es un exfutbolista argentino. Jugaba de volante y actualmente se encuentra retirado.

## Trayectoria
Sus inicios fueron en Flandria, de la Primera B Metropolitana. En 2004, sus buenas actuaciones lo llevaron a jugar en Almagro, donde si bien jugó pocos partidos, fueron suficientes como para que Independiente se interesara por sus servicios. A los pocos días de concretada la transferencia, sufrió una lesión que lo marginó de las canchas. Cuando se recuperó, el entrenador Julio Falcioni no le dio oportunidades y para mediados de 2006 se cruzó de vereda para jugar en Racing. 
Tampoco allí logró la continuidad necesaria y un año después y con apenas tres encuentros disputados, fue contratado por el club chileno Deportes La Serena. Bajo la órdenes de Víctor Hugo Castañeda, se desarrolló como futbolista al ocupar con solidez varios puestos del mediocampo y se transformó en un ídolo de la afición "granate". 
Una fecha antes de finalizar el torneo, su representante le comunicó que estaba todo acordado para que continuase su carrera en el CFR Cluj rumano. Su aporte, junto a una importante legión de compañeros argentinos, fue decisivo, ya que lograron los primeros títulos del club en sus 101 años de existencia: Liga y Copa.
De tal manera, el CFR Cluj se clasificó automáticamente para la Liga de Campeones de la UEFA y el debut, ocurrido el 16 de septiembre de 2008, fue inmejorable; en su visita al Estadio Olímpico de Roma, Culio convirtió los dos goles de la victoria contra la Roma por 2-1. Además, fue designado MVP del encuentro.
En la temporada 2013-14 pasó a jugar con el R.C. Deportivo. En el mercado invernal de esa misma temporada fue traspasado al Al Wasl de los Emiratos Árabes, después de haber sido una pieza importante del equipo coruñés y ayudando a convertirlo en campeón de invierno de la Liga Adelante.
En agosto de 2014 volvió a la Liga Adelante al incorporarse a la UD Las Palmas, equipo con el logra el ascenso a Primera División. Al año siguiente tiene poca participación y el 1 de febrero acordó finalizar su relación contractual con el club canario para inmediatamente incorporarse al Real Zaragoza de la Segunda División de España, siendo abucheado por los fanáticos en su presentación.
Al finalizar la temporada decidió romper su contrato con el Zaragoza e incorporarse al RCD Mallorca, también en la Segunda División de España.
El 1 de julio de 2017 fue fichado por el CFR Cluj de la Liga I de Rumania, firmando contrato hasta el 30 de junio de 2019.
En 2020 -después de 16 años- volvió a Argentina para jugar en Quilmes Atlético Club, equipo que milita en la Primera Nacional, segunda categoría del fútbol de ese país. Su paso por el "cervecero" fue breve y por razones personales finiquitó su contrato volviendo a su primer club CSyD Flandria, conjunto que milita en la Primera B Metropolitana. Su puesta a punto en lo físico y un posterior aislamiento por Covid lo hizo jugar apenas 3 partidos en el "Canario". A fin de agosto de 2021 retorna al continente europeo para iniciar un tercer periplo en el Napoca CFR Cluj de Rumania.

## Clubes
| Club                   | País                   | Año           | PJ  | G  |
| ---------------------- | ---------------------- | ------------- | --- | -- |
| Flandria               | Argentina              | 2002-2004     | 44  | 10 |
| San Lorenzo            | Argentina              | 2004-2005     | 16  | 1  |
| Independiente          | Argentina              | 2005          | 7   | 0  |
| Racing Club            | Argentina              | 2006          | 8   | 0  |
| Club Junior FC         | Colombia               | 2006-2007     | 21  | 6  |
| CFR Cluj               | Rumania                | 2007-2010     | 130 | 16 |
| Galatasaray            | Turquía                | 2011          | 20  | 4  |
| Orduspor               | Turquía                | 2011-2012     | 37  | 4  |
| Deportivo de La Coruña | España                 | 2012-2013     | 18  | 2  |
| Al-Wasl                | Emiratos Árabes Unidos | 2013-2014     | 29  | 2  |
| Las Palmas             | España                 | 2014-2015     | 51  | 9  |
| Real Zaragoza          | España                 | 2015-2016     | 12  | 5  |
| Real Mallorca          | España                 | 2016-2017     | 41  | 3  |
| CFR Cluj               | Rumania                | 2017-2019     | 86  | 21 |
| Ateneo gatooo          | Argentina              | 2020-2021     | 15  | 0  |
| Flandria               | Argentina              | 2021          | 9   | 0  |
| CFR Cluj               | Rumania                | 2022          | 12  | 2  |
| Total carrera          | Total carrera          | Total carrera | 573 | 89 |

## Palmarés

### Títulos nacionales
| Título               | Club              | País      | Año     |
| -------------------- | ----------------- | --------- | ------- |
| Liga I               | CFR Cluj          | Rumania   | 2008    |
| Copa de Rumania      | CFR Cluj          | Rumania   | 2008    |
| Copa de Rumania      | CFR Cluj          | Rumania   | 2009    |
| Supercopa de Rumania | CFR Cluj          | Rumania   | 2009    |
| Liga I               | CFR Cluj          | Rumania   | 2010    |
| Copa de Rumania      | CFR Cluj          | Rumania   | 2010    |
| Supercopa de Rumania | CFR Cluj          | Rumania   | 2010    |
| Supercopa de Turquía | Galatasaray S. K. | Turquía   | 2012    |
| Liga I               | CFR Cluj          | Rumania   | 2018    |
| Supercopa de Rumania | CFR Cluj          | Rumania   | 2018    |
| Liga I               | CFR Cluj          | Rumania   | 2019    |
| Primera B            | Flandria          | Argentina | 2021-CL |